# Szojuz–2
A Szojuz–2A (orosz: Союз 2A). A Szojuz–1 tragédiáját követően átalakított űrhajó. Próbaútját automatikus vezérléssel, pilóta nélkül végezte.
A Szojuz–2 1967. április 24-én indult volna, de Szojuz–1 űrhajónál fellépő technikai okok miatt törölték programját. Kijelölt űrhajósok: Valerij Fjodorovics Bikovszkij, Jevgenyij Hrunov, Alekszej Jeliszejev voltak. Terv szerint két fő űrséta során átszállt volna a Szojuz–1-be. Űrsétára azért volt szükség, mivel az összekapcsoló szerkezet a belső átszállást nem tette lehetővé. Az átszállás után a Szojuz–1 három fővel, a Szojuz–2 egy fővel tért volna vissza.

## Küldetés
Fő feladata az átépített űrhajó ismételt automatikus műszaki próbája, illetve az aktívan részt vevő Szojuz–3 űrhajóval végrehajtandó űrrandevú technikai eszközeinek és módszereinek kipróbálása, gyakorlása.

## Jellemzői
Központi tervező iroda CKBEM <= Центральное конструкторское бюро экспериментального машиностроения (ЦКБЕМ)> (OKB-1 <= ОКБ-1>, most OAO RKK Energiya im. SP Korolev <= ОАО РКК Энергия им. С. П. Королёва> – Központi Kísérleti Gépgyártási Tervezőiroda). Az űrhajót kis átalakítással emberes programra, teherszállításra és mentésre (leszállásra) tervezték.
1968. október 25-én a Bajkonuri űrrepülőtér indítóállomásról egy Szojuz hordozórakéta (11А511) juttatta Föld körüli, közeli körpályára. Az orbitális egység pályája 88.37 perces, 51.7 fokos hajlásszögű, elliptikus pálya-perigeuma 185 kilométer, apogeuma 216 kilométer volt. A Szojuz űrhajó sorozatgyártással készült.  Hasznos tömege 6825 kilogramm. Az űrhajó napelemek nélkül, kémiai akkumulátorokkal 14 napos program végrehajtására volt alkalmas.
A 17. fordulatától kölcsönös közeledési és távolodási manővereket hajtott végre az egy nappal később indított Szojuz–3 űrhajóval. Automatikus üzemmódban – földi ellenőrző/irányítás mellett – ugyan azt a programot kellett végrehajtaniuk, mint a Koszmosz–186/Koszmosz–188 esetében. Automatikus üzemmódban a Szojuz–3 200 méterre közelítette meg a Szojuz–2 űrhajót. Kézi vezérlésse Georgij Beregovoj három sikertelen csatlakozó kísérletet végzett. Egy méteres közelség után dokkolási/szétválási feladatot üzemanyag – manőverek következtében felhasznált – hiányában nem hajtották végre. Összesen 2 napot, 23 órát és 51 percet töltött a világűrben. Szolgálati ideje alatt 48 fordulatot végzett a Föld körül.
1968. október 28-án földi távvezérléssel bekapcsolták a fékező hajtóműveket. Belépett a légkörbe, a leszállás hagyományos módon – ejtőernyős leereszkedés – történt, a kijelölt területen ért Földet.